# Karanvir Bohra
Vous pouvez aider à l'améliorer ou bien discuter des problèmes sur sa page de discussion.
- Il ne cite pas suffisamment ses sources. Vous pouvez indiquer les passages à sourcer avec {{référence nécessaire}} ou {{Référence souhaitée}}, et inclure les références utiles en les liant aux notes de bas de page. (Marqué depuis avril 2024)
- Certaines informations devraient être mieux reliées aux sources mentionnées dans la bibliographie ou les liens externes. Améliorez sa vérifiabilité en les associant par des références. (Marqué depuis avril 2024)
- Son texte doit être wikifié : il ne correspond pas à la mise en forme Wikipédia (style, typographie, liens internes, liens entre les wikis, etc.). (Marqué depuis avril 2024)

- Archive Wikiwix
- Bing
- Cairn
- DuckDuckGo
- E. Universalis
- Gallica
- Google
- G. Books
- G. News
- G. Scholar
- Persée
- Qwant
- (zh) Baidu
- (ru) Yandex
- (wd) trouver des œuvres sur Wikidata

Karanvir Bohra  est un acteur de télévision indien né le 17 mai 1983 connu pour son interprétation du fils de sultan Aahil Raza Ibrahim dans Le Destin de Zoya.

## Biographie
Né le 28 août 1982, à Jodhpur, Karanvir Bohra est né dans une famille de cinéaste, ayant le realisateur Mahendra Bohra pour père, l'acteur et producteur Ramkumar Bohra pour grand-père ainsi que le producteur Sunil Bohra comme cousin germain. Dans sa vie personnelle il est marié à la top model VJ Teejay Sidhu, et a trois filles.
Enfant, il n'était pas enclin aux études et n'était pas bon en sport. Il a fréquenté le collège junior d' Elphinstone College à Mumbai , étudiant les sciences, mais il a quitté l'école en douzième année. Plus tard, il a été admis au Sydenham College à Churchgate , où il a obtenu un baccalauréat en commerce . Bohra a reçu une formation dans le style de danse Kathak pendant deux ans sous la direction de Pandit Veeru Krishnan.

## Carrière
Bohra a commencé sa carrière d'acteur depuis son enfance, dans les années 90. On ne compte pas moins de 8 films et d'une trentaine d'émissions et séries auquel il a participé, sans parler de ses apparitions spéciaux dans les séries comme Le gendre parfait et Les Changements du destin.
Les séries notables qu'il a joué sont durant les années 2010. Pour ne citer que ceux-là, nous avons L'histoire de Jhanvi où il incarnait le rôle de Viraj Dobriyal et la deuxième saison du destin de Zoya où il incarnait celui de Aahil Raza Ibrahim.

## Filmographie
| Année | Titre                          | Rôle                   | Ref(s) |
| ----- | ------------------------------ | ---------------------- | ------ |
| 1990  | Tejaa                          | Young Tejaa            | [ 1 ]  |
| 2006  | Yabardaasti Kyon Kar De O Ji?  | Shashmit Mukabara      | [ 1 ]  |
| 2008  | Kismat Konnection              | Dave Kataria           | [ 2 ]  |
| 2013  | Love Yoou Soniye               | Karanvir Singh Gill    | [ 3 ]  |
| 2014  | Mumbai 125 KM                  | Prem                   | [ 4 ]  |
| 2017  | Patel Ki Punjabi Shaadi        | Pat Singh/Pankaj Patel | [ 5 ]  |
| 2019  | Hume Tumse Pyaar Kitna         | Dhruv Mittal           | [ 6 ]  |
| 2021  | Kutub Minar: The Eighth Wonder | Satyavan Sharma        |        |